# Utility (industrie)
Onder utilities (Engels meervoud voor het eveneens Engelse utility) verstaat men in de industrie de basisvoorzieningen die nodig zijn om de productie mogelijk te maken.
Van belang is hierbij vooral de energievoorziening (elektriciteit, aardgas) en de watervoorziening (drinkwater, koelwater, proceswater). Daarnaast wordt de voorziening met hulpstoffen en energiedragers als stoom, warmwater, perslucht, industriegassen (stikstof, zuurstof, koolstofdioxide e.d.) en dergelijke eveneens tot de utilities gerekend.
Ook de afvalverwerkende voorzieningen kan men als utility beschouwen.
In de hedendaagse bedrijfsvoering wordt de voorziening van een bedrijf met utilities vaak uitbesteed aan gespecialiseerde firma's.